# Hídőrfélék
A hídőrfélék vagy vízi liliomok (Alismataceae) a hídőrvirágúak (Alismatales) rendjének névadó családja.
Morfológiai sajátosságaik az alábbi pontokban összegezve találhatók:
- fajai mind fehér tejnedvet tartalmaznak;
- levelük ép, erős középső érrel, párhuzamos levélerezettel. A levél és a virágzat általában a víz felszíne fölé nyúlik, de ismeretesek teljesen alámerült fajok is;
- pollenjük igen érdekes: rajta 2 vagy több pórus is lehet, szemben a többi egyszikű-csoporttal;
- a virágban számos termő- és porzólevél található, amely csak másodlagos jellegnek tekinthető; alapvetően 6 két körben álló porzóból indult ki a fejlődés; primitív sajátosságuk, hogy a virágban számtalan termő lehet, azok még nem nőttek össze; takarólevél-rendszerük pártára és csészelevélre tagolható; a párta sokszor feltűnő színű: fehér vagy rózsaszín; általában önmegporzásúak, de ismeretesek rovarbeporzású fajok is;
- termésük a vízen úszva nagy távolságokat is megtehet.

A csoport igen ősi, a harmadkor óta biztosan kimutatható, ma 70 fajuk él, melyet 10 nemzetségbe sorolunk. Hazánkban gyakran találkozhatunk mocsarak mentén, a sekély vízben a vízi hídőrrel (Alismasa plantago-aquatica) és a nyílfűvel (Sagittaria sagittifolia).

## Képek

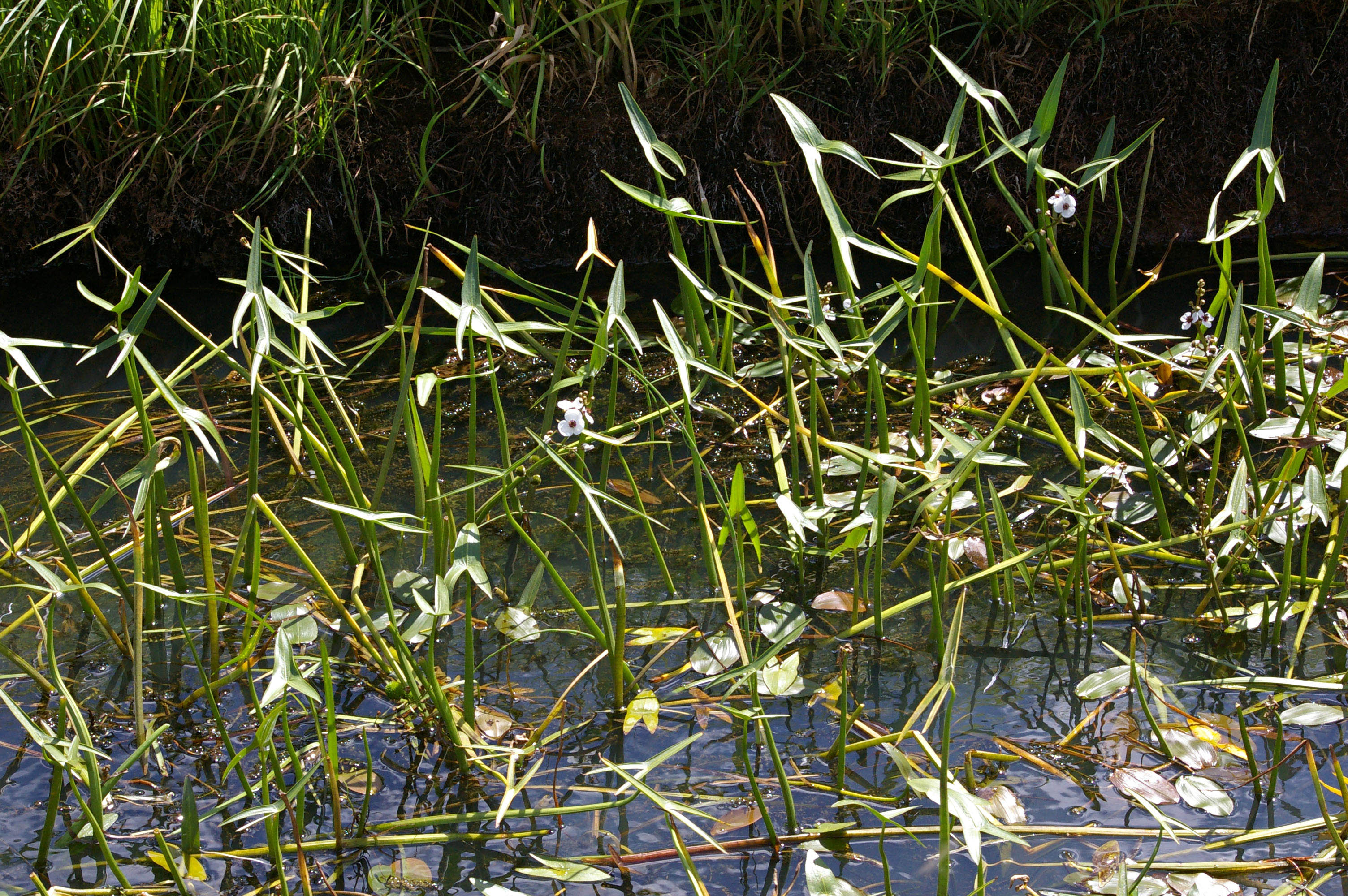
nyílfű habitusa
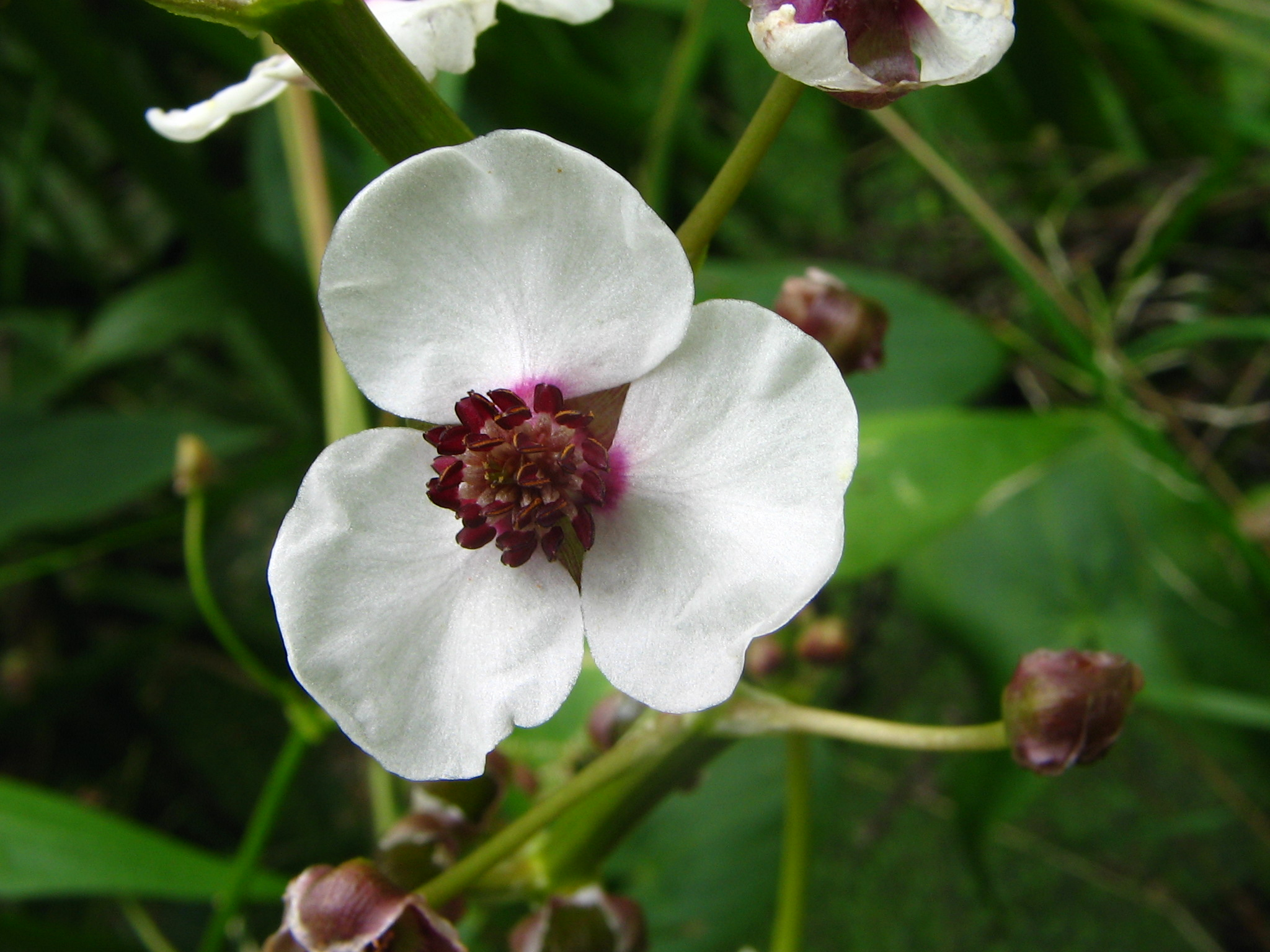
Nyílfű virága
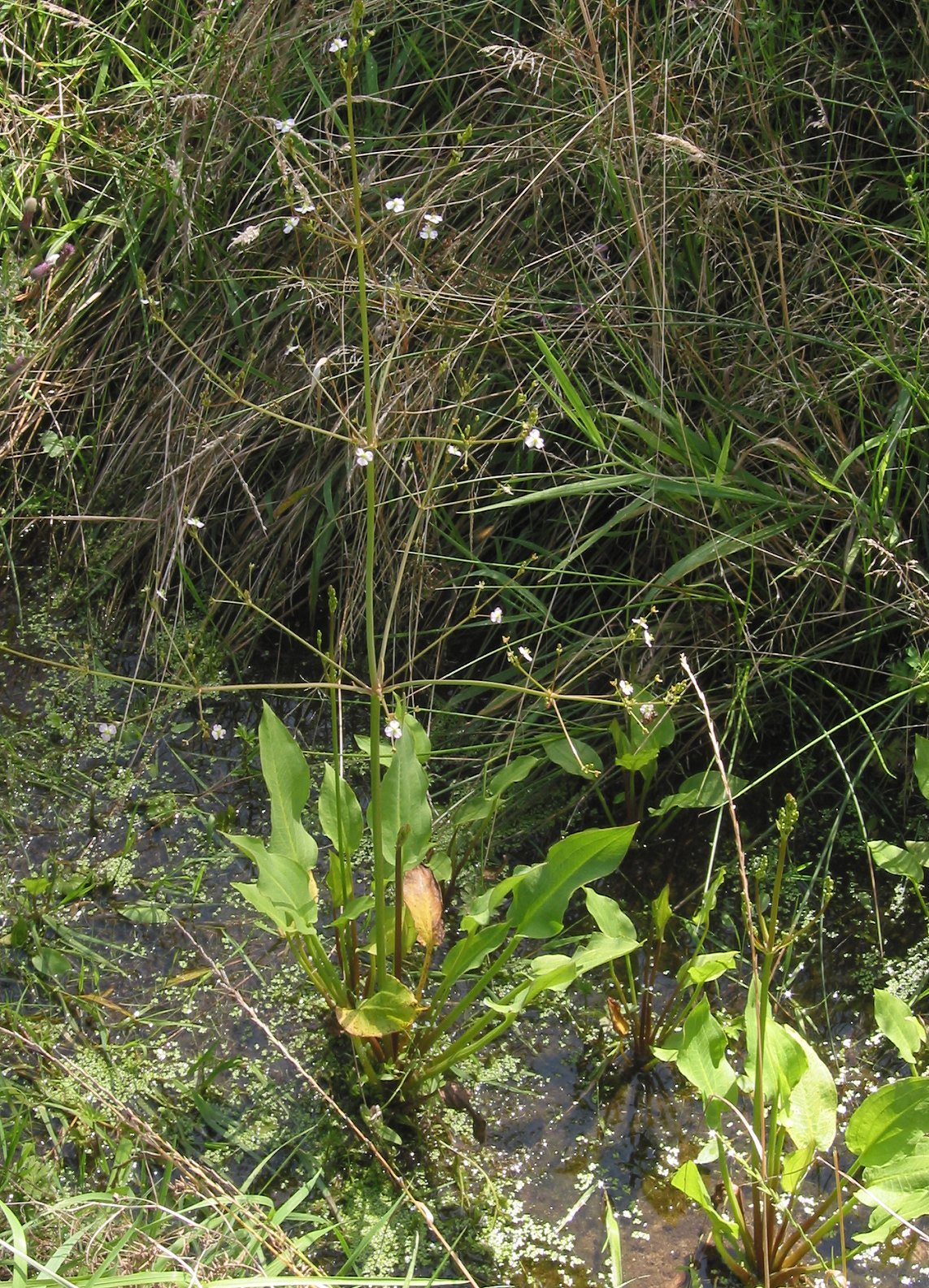
Vízi hídőr habitusa